# (85511) Celnik
(85511) Celnik ist ein Asteroid des inneren Hauptgürtels, der am 30. Oktober 1997 vom deutschen Astrofotografen Bernd Koch von Solingen aus entdeckt wurde. Bei seiner Entdeckung befand sich der damals 18,3 mag helle Asteroid in der Nähe der Zwerggalaxie IC 1613.
Der Asteroid wurde am 12. Dezember 2008 nach dem langjährigen Vorstandsmitglied der Vereinigung der Sternfreunde Werner E. Celnik benannt.